# 유럽 고속도로 846호선
유럽 고속도로 846호선(European route E846)은 이탈리아의 코센차와 크로토네를 이어주는 B-클래스급 고속도로로 총 연장은 112 km이다.

## 경로
- 이탈리아
  - E45 코센차
  - E90 크로토네